# 単体 (数学)

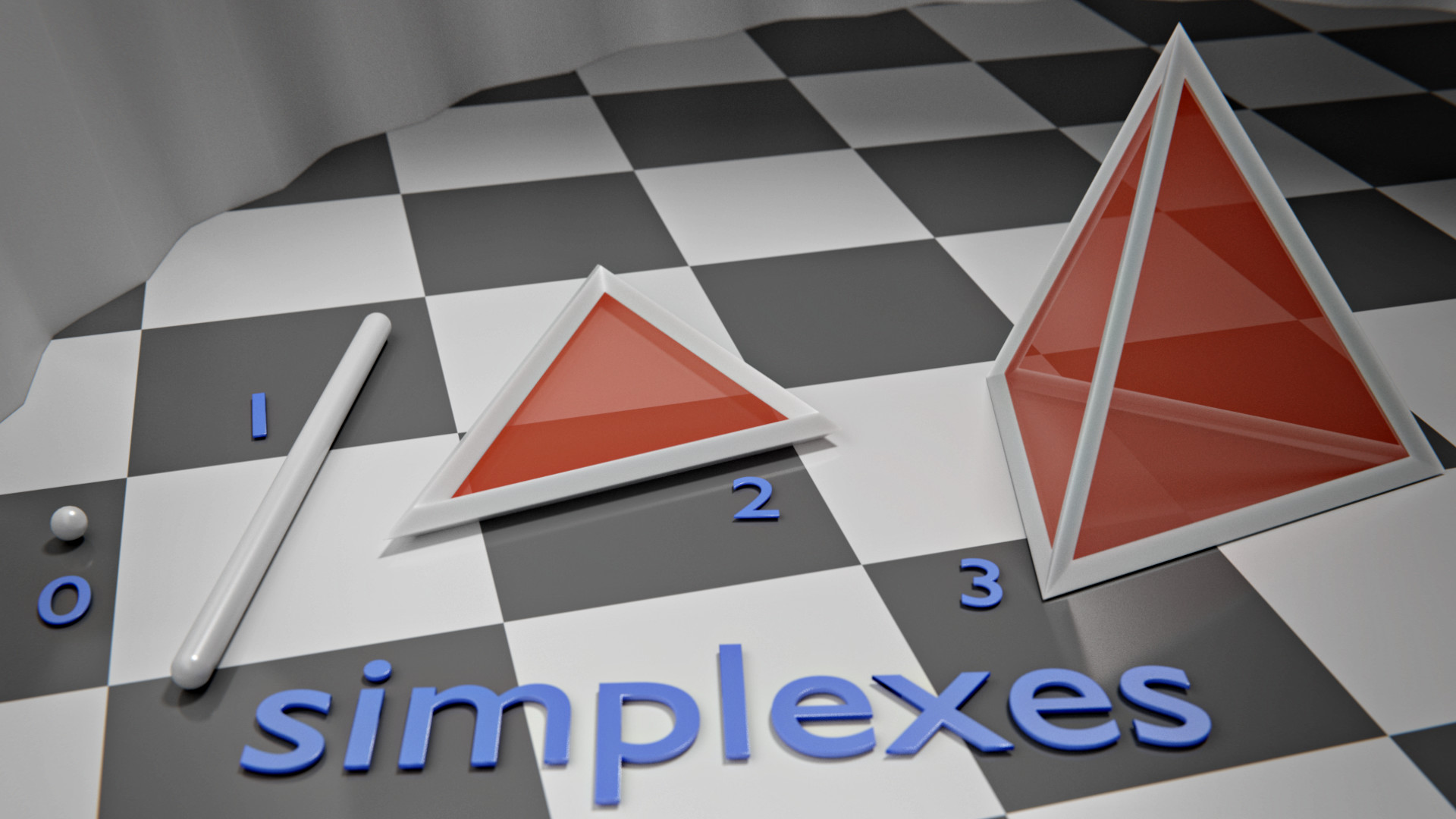
3次元空間で表現できる4種類の単体

数学、とくに位相幾何学において、n 次元の単体（たんたい、英: simplex）とは、「r ≤ n ならばどの r + 1 個の点も r − 1 次元の超平面に同時に含まれることのない」ような n + 1 個の点からなる集合の凸包のことで、点・線分・三角形・四面体・五胞体といった基本的な図形の n 次元への一般化である。
全ての辺の長さが等しい時、正単体と言う。
単体は、頂点の位置さえ決めればそれのみによって一意的に決定される。さらに単体は単体的複体や鎖複体などの概念を与えるが、これらはさらに抽象化されて、幾何学を組合せ論的あるいは代数的に扱う道具となる。また逆に、抽象化された複体の概念から単体が定義される。

## 素朴な定義
r + 1個の点（の位置ベクトル）a0, a1, …, ar があり、これらすべての点が Rn の r − 1次元以下の部分空間に含まれることはない（これを一般の位置にあるという）ものとする。このとき、
{\displaystyle \left\{\textstyle \sum \limits _{i=0}^{r}\lambda _{i}{\boldsymbol {a}}_{i}\in \mathbb {R} ^{n}\mid \lambda _{i}\in \mathbb {R} ,\ \sum \limits _{i=0}^{r}\lambda _{i}=1,\ \lambda _{0},\cdots ,\lambda _{r}\geq 0\right\}}
を、a0, a1, …, ar によって生成される（あるいは張られる）r次元単体 (r-dimentional simplex) あるいは単に r単体 (r-simplex) という。また、a0, a1, …, ar をこの単体の頂点 (vertex) といい、V = {a0, a1, …, ar} を頂点集合と呼ぶ。
また、a0, a1, …, ar がアフィン独立 (affinely independent)、すなわち a1 − a0, …, ar − a0 が線形独立であって、この a0, a1, …, ar が張る凸包というように言い換えることもできる。
二つの単体が頂点を共有し、一方が他方に含まれるとき、含まれる単体を他方の単体の面 (face) であるという。特に、m次元単体であるような面を m次元の面 (m-face) という。たとえば、頂点は 0 次元面である。また特に 1 次元面を辺と呼び、余次元 1 の面をファセット（facet、切子面）と呼ぶ（ここで「余次元」というのは、含む単体の次元とその面の次元との差のことである）。

## 例
- 0 次元単体は点。
- 1 次元単体は線分。
- 2 次元単体は三角形。
- 3 次元単体は四面体。
- 4 次元単体は五胞体。

## 体積
単体は空間上にある基準点 O を取ったとき、O からの位置ベクトルが互いに一次独立である n + 1個の点 P1, …, Pn+1 を頂点にもつ多面体である。このとき、{\displaystyle {\overrightarrow {{\text{OP}}_{i}}}=(x_{1,i},\cdots ,x_{n,i})} とすれば、超体積（n = 3 であれば体積、n = 2 であれば面積、n = 1 であれば長さ）V は、
{\displaystyle V={\frac {1}{n!}}\operatorname {abs} {\begin{vmatrix}x_{1,1}&x_{1,2}&\cdots &x_{1,n+1}\\&\cdots &\cdots &\\x_{n,1}&x_{n,2}&\cdots &x_{n,n+1}\\1&1&1&1\end{vmatrix}}}
と表すことができる。特に、Pn+1 = O であるとき、
{\displaystyle V={\frac {1}{n!}}\operatorname {abs} {\begin{vmatrix}x_{1,1}&\cdots &x_{1,n}\\\vdots &\ddots &\vdots \\x_{n,1}&\cdots &x_{n,n}\end{vmatrix}}}
である。
頂点の位置ベクトルが a0, a1, …, ar で与えられる r次元単体の容積（volume, r次元体積）は行列式 det を用いて以下のように与えられる。
{\displaystyle {\frac {1}{r!}}\det({\boldsymbol {a}}_{0}-{\boldsymbol {a}}_{1},{\boldsymbol {a}}_{1}-{\boldsymbol {a}}_{2},\cdots ,{\boldsymbol {a}}_{r-1}-{\boldsymbol {a}}_{r})}

## 性質
単体は凸な図形であり、一般の位置にある頂点の組を与えれば、その頂点を含む最小の凸図形（凸包）として一意に決定される。また、単体の頂点集合から幾つかの頂点を選ぶならば、選んだ頂点の張る単体はもとの単体に面として含まれる。これらの性質から、単体（一般に複体）は組合せ論的対象となる。特に n 次元単体(n+1個の頂点をもつ)の r 次元面(r+1個の頂点をもつ)の総数は、組合せの数 n+1Cr+1 である。この数はパスカルの三角形の第 n+2 段の r+2 番目の数字に相当する。

## 標準単体
位相的な単体の中で標準的な対象と考えられるべきものには二種類あり、各々に一長一短がある。一方は重心座標を用いて、他方は単位の分割により表示される。
- 重心座標を用いて表示される標準的な単体：{\displaystyle \left\{(t_{0},\cdots ,t_{n})\in \mathbb {R} ^{n+1}\mid \textstyle \sum \limits _{i=0}^{r}t_{i}=1,\ t_{0},\cdots ,t_{n}\geq 0\right\}\subset \mathbb {R} ^{n+1}}
- 単位の分割により表示される標準的な単体：{\displaystyle \textstyle \left\{(x_{1},\cdots ,x_{n})\mid 0\leq x_{1}\leq x_{2}\leq \cdots \leq x_{n}\leq 1\right\}\subset \mathbb {R} ^{n}}

ただし、前者は {\displaystyle \mathbb {R} ^{n+1}} の n次元アファイン超平面 {\displaystyle H^{n}:\textstyle \sum \limits _{i=0}^{n}t_{i}=1} の上にあり、後者は {\displaystyle \mathbb {R} ^{n}} の {\displaystyle n+1} 個の点 {\displaystyle {\boldsymbol {a}}_{0}=(0,\dots ,0),} {\displaystyle {\boldsymbol {a}}_{1}=(1,0,\cdots ,0),} {\displaystyle {\boldsymbol {a}}_{2}=(1,1,0,\cdots ,0),} {\displaystyle {\boldsymbol {a}}_{3}=(1,1,1,0,\cdots ,0)),\cdots ,} {\displaystyle {\boldsymbol {a}}_{n}=(1,\cdots ,1)} からなる集合の凸包である。
多くの場合に単位の分割による後者の単体が標準単体 (standard simplex) と呼ばれ、そのような場合に前者の単体は単位単体 (unit simplex) と呼ばれることがある。これらはもちろん無関係ではなく、次の同相写像によって同一視される。いずれを標準単体として採用する場合も、記号としては {\displaystyle \triangle ^{n}} あるいは {\displaystyle \Delta ^{n}} が用いられることが多い。
{\displaystyle D_{n}:\mathbb {R} ^{n}\ni (x_{1},\cdots ,x_{n})\rightarrow (t_{0},\cdots ,t_{n})\in H^{n}\iff t_{i}=x_{i+1}-x_{i},}
ただし、{\displaystyle x_{0}=0,x_{n+1}=1} とする。

## 抽象化
座標や一次独立性や非零の係数などに依らず、集合論の記号のみを用いて抽象単体を定義できる。
- 単体は頂点集合の凸包である
- 単体の面は頂点集合の部分集合を選ぶことと対応している

という性質から、
- 頂点集合を決めれば、単体はそれが含む全ての面とその包含関係まで込めて特定される

ことが理解される。もう少し正確には、単体が他の単体に面として含まれることを面関係 (face relation) と呼ぶことにすると、
- ある単体の面全体の成す集合に面関係による順序を入れたものは、頂点集合の冪集合が包含関係に関して作る順序集合とみなすことができる

ということである。
なお、位相幾何学的には凸性はあまり意味を持たないが、各面を連続的に動かして移りあう図形を区別しないため、やはり頂点を決めれば（それらをあらゆる次元ですべて繋ぐことで）単体は一意的に決定され、上と同じことを考えることができる。重要なことは、単体を、それが含む面の全体を考えて、頂点集合の部分集合の族とみなすことである。